# George Lopez
George Lopez (Mission Hills, Los Angeles, 23 de abril de 1961)  é um comediante e ator norte-americano de origem mexicana. Ele é conhecido por ter emprestado sua voz ao tucano Rafael no filme de animação Rio  e pela sitcom da ABC George Lopez, produzido por ele. Apresentou o talk show Lopez Tonight na TBS de 9 de novembro de 2009 até 10 de agosto de 2011, quando foi cancelado.